# José Guadalupe de Anda
José Guadalupe de Anda (San Juan de los Lagos, Jalisco, 1880 - Ciudad de México, 1950), fue un político y escritor mexicano.
Luego de completar su educación en Guadalajara, Anda se trasladó a Ciudad de México donde comenzó a interesarse por los conflictos sociales y políticos que sacudían a México por esas épocas. Su participación a partir de 1914 en el proceso revolucionario hizo que en 1918 fuera elegido diputado, comenzando una intensa carrera política, posteriormente en 1930 es elegido senador y luego entre 1936 hasta 1940 ocupa el cargo de Oficial Mayor de la Contaduría Mayor de Hacienda de México.

## Producción como escritor
Como escritor se destacó especialmente por tres novelas que reconstruyen algunos de los episodios históricos que acontecían en México, incluida su "Novela de la guerra cristera".
En su obra Los cristeros. La guerra santa en Los Altos (1937), de Anda presenta un tratamiento verosimil y humano de la Cristera; un conflicto armado de México que se prolongó desde 1926 a 1929 entre el gobierno y milicias de laicos, presbíteros y religiosos católicos que resistían la aplicación de la llamada Ley Calles, que proponía limitar el culto católico en la nación. En 1942 escribe Los Bragados, donde retoma el tema de los cristeros, en esta obra narra: “las fechorías, robos, asesinatos, mutilaciones y estupros a que se entrega una pandilla de fanáticos cristeros —los bragados— después de que la alta jerarquía católica aceptó la paz”.
Además de los dos interesantes relatos antedichos sobre el movimiento Cristero, José Guadalupe de Anda escribió otra novela de contenido social, sobre las duras condiciones que debían sobrellevar los trabajadores ferroviarios. Esta novela titulada "Juan del riel" (1943), posee sus raíces en la propia experiencia de Anda quien trabajó de jefe de estación hasta que en 1914 se incorporó a la revolución. La memoria de este trabajo durante su juventud, y las historias que había escuchado de boca de los trabajadores ferroviarios le permitieron reconstruir sus devenires y avatares en tres etapas diferentes: primero en el periodo previo a la revolución de 1910, cuando la construcción del ferrocarril estaba en manos de empresas norteamericanas; segundo durante los eventos revolucionarios, cuando el ferrocarril paso a tener una importancia crítica; y finalmente luego de la revolución, cuando los trabajadores debieron hacer sus derechos desde el ámbito político para así mejorar las condiciones laborales.